# Bolesław Piotr Kasprowicz
Bolesław Piotr Kasprowicz (ur. 2 grudnia 1895 w Gnieźnie, zm. 9 grudnia 1982 w Sopocie) – polski ekonomista, teoretyk gospodarki morskiej.

## Życiorys
Syn Bolesława Michała Kasprowicza i Ewy z domu Rudlickiej. Do szkoły podstawowej uczęszczał w Gnieźnie. W 1904 r. rozpoczął naukę w Królewskim Gimnazjum w Gnieźnie. Z uwagi na, jak wspomina w swojej książce pt. Byłem juniorem, „wiódł żywot beztroski”, został oddany pod pieczę ks. Damsa. Pobierał także naukę w Rawiczu w tzw. szkole obywatelskiej, z językiem francuskim. W 1906 r. dalszą edukację rozpoczął w tzw. Pedagogium mieszczącym się w magnackiej rezydencji Sapiehów Ostrowo pod Wieleniem (obecnie Powiat czarnkowsko-trzcianecki). Od 1910 do 1912 r. kolejną szkołą była „Szkoła Miejska” w Bydgoszczy (obecnie VI Liceum Ogólnokształcące w Bydgoszczy), najbardziej zgermanizowanym mieście w Prowincji Poznańskiej.
W 1911 r., jako uczeń 6 klasy, włączył się do pracy w tajnym Towarzystwie Tomasza Zana. Dla Kasprowicza rozpoczęło się nowe życie w konspiracji, którego hasłem była walka z wrogiem, wzajemne kształtowanie się i zaprawianie się w harcie i odporności. W 1912 r. wrócił na życzenie rodziców do Gniezna, by rozpocząć praktykę w firmie Ojca. Wyjeżdżał do Londynu, Antwerpii i Berlina. W Berlinie, nawiązał kontakty ze studentami z Gniezna i zaczął uczęszczać na wykłady z literatury polskiej prowadzone przez Aleksandra Brücknera. Nie chcąc pozostać juniorem w firmie ojca podjął decyzję o rozpoczęciu studiów ekonomicznych. Wybuch I wojny stał się dla młodego Kasprowicza powodem do opuszczenia Gniezna. Zwolniony, po kumotersku, ze służby w wojsku niemieckimi, dla „poprawy zdrowia” udał się do kilku sanatoriów, przygotowując się w tym czasie do zdania matury. W latach 1916–1918 studiował w Wyższej Szkole Handlowej w Berlinie, wówczas też zaangażował się w pracę społeczną w Towarzystwie Naukowym Akademików Polaków w Berlinie, którego prezesem był Wojciech Korfanty, oraz w organizację samopomocowo-charytatywnej „Bratnia Pomoc”. Uczestniczył też w pracy wychowawczej, polityczno-narodowej wśród starszego wychodźstwa oraz w Towarzystwie Gimnastycznym „Sokół”.
Po studiach wrócił do Gniezna, gdzie podjął pracę w firmie ojca. Angażował się w działalność gnieźnieńskiego „Sokoła”, w którym działał już w Berlinie i w niepodległościowe wydarzenia w Wielkopolsce. Będąc w Poznaniu w dniu 27 grudnia 1918 r. stał się naocznym świadkiem wybuchu powstania wielkopolskiego. Po krótkiej pracy w charakterze kierownika Ekspozytury Ministerstwa Przemysłu i Handlu w Poznaniu wstąpił do szkoły obserwatorów-lotników na Ławicy k. Poznania. Rozkazem generała Józefa Dowbora-Muśnickiego ze względu na stan zdrowia został zwolniony ze służby w lotnictwie wojskowym. Jesienią 1919 r. w wolnym już Poznaniu podjął dalszą edukację, na pierwszym polskim uniwersytecie – Uniwersytecie Poznańskim, gdzie wstąpił na kierunek ekonomiczny Wydziału Prawno-Ekonomicznego. Po egzaminach końcowych podjął dalsze studia doktoranckie u prof. Edwarda Taylora. Pracą pt. Przemysł spirytusowy b. dzielnicy pruskiej w okresie etatyzmu w maju 1922 r. uzyskał stopień doktora.
Trudna sytuacja gospodarcza w kraju, oraz rodzinnej firmy, spowodowały, że postanowił osobiście pokierować jej działalnością. W tym okresie poślubił Izabellę von Poeppinghausen. Po odzyskaniu przez przedsiębiorstwo płynności, Bolesław Kasprowicz wyjechał do Warszawy, gdzie podjął pracę prokurenta w oddziale warszawskim Zachodnio-Polskiego Zjednoczenia Spirytusowego „Zachospi”, gdzie polecono mu zorganizowanie działu zakupu i transportu dla polskiej spółki dzierżawnej w Turcji. Następnie organizuje eksportową placówkę branży spirytusowej w Gdańsku.
Pobyt w Gdańsku otwiera Kasprowiczowi nowe horyzonty. W 1930 poznaje Czesława Peche dyrektora departamentu w Ministerstwie Przemysłu i Handlu, który był bliskim współpracownikiem inż. Eugeniusza Kwiatkowskiego. Toteż w grudniu 1930, z wielką aprobatą przyjmuje propozycję objęcia stanowiska dyrektora tworzącej się instytucji „Rady Interesantów Portu w Gdyni”. Równocześnie zostaje wykładowcą Instytutu Handlu Morskiego i Techniki Portowej w Gdyni. Rozpoczyna działalność publicystyczną w zakresie gospodarki morskiej. Mając wizję naukowo-badawczą, stwierdzał, że należałoby szkolić ludzi morza, prawników, transportowców i praktyków gospodarki morskiej, a jego starania pójdą w kierunku powołania na Wybrzeżu specjalistycznej wyższej uczelni ekonomicznej. W tamtym okresie był również radnym Gdyni.
Wrzesień 1939 r. zmusił Kasprowicza do opuszczenia Wybrzeża. Pod obstrzałem niemieckim, dotarł do Łubna w powiecie łęczyńskim, gdzie u swoich krewnych przebywała już jego żona. Będąc honorowym konsulem Rumunii, postanowił jednak po paru dniach pojechać do Warszawy. Został przez Niemców zatrzymany w Milanówku. Dokumenty honorowego konsula Rumunii pozwalają Kasprowiczowi na uzyskanie przepustki do Poznania, a następnie do Gdyni. Po informacji, że gestapo aresztowało nieomal całą inteligencję gdyńską Bolesław Kasprowicz ponownie jako konsul uzyskuje zgodę na wyjazd z Gdyni. Po wielu perypetiach przez Bydgoszcz i Poznań dotarł do Warszawy. W Poznaniu dowiedział się, że jest poszukiwany i że grożą mu represje za pracę Gdyni, również za udział w powstaniu wielkopolskim. Wraca do Warszawy. Doskonała znajomości języka niemieckiego i zdolności organizacyjne pozwalają na normalną egzystencję rodziny, a nawet wspierać podziemie. Po nawiązaniu kontaktu z akademickimi nauczycielami Tadeuszem Ocioszyńskim i Władysławem Kowalenką jako wykładowca przystąpił do Instytutu Morskiego przy Tajnym Uniwersytecie Ziem Zachodnich w Warszawie. Po upadku powstania Kasprowicz przeszedł przez Front Mokotowski i obóz w Pruszkowie dotarł do Piotrkowa Trybunalskiego. Tam doczekał się zakończenia działań wojennych. W 1945 za pośrednictwem grupy operacyjnej „Związku Wodniaków”  pośród studentów Instytutu Morskiego rozpoczął nabór do wyjazdu na Wybrzeże.
W marcu 1945 r. Kasprowicz na krótko wraca do rodzinnego Gniezna i już samodzielnie próbuje uruchomić rozgrabioną fabrykę. W oczekiwaniu na powrót dyrektora i plenipotenta Ludwika Sławskiego na wniosek dyrekcji Państwowego Monopolu Spirytusowego włączył się do zlikwidowania czarnego rynku spirytusowego i uruchomieniu legalnej produkcji. Marzenia o reaktywowaniu rodzinnej firmy ostatecznie prysły w 1946 roku kiedy rząd PRL-u ogłosił nacjonalizację przemysłu spirytusowego.
W maju 1945 r. prof. dr hab. Józef Górski rektor reaktywowanej Akademii Handlowej w Poznaniu, zamierzając stworzyć w uczelni ośrodek myśli gospodarki morskiej, zaproponował dr. Kasprowiczowi objęcie wykładów z ekonomiki transportu i zorganizowanie już w roku akademickim 1946/47 Katedry Transportu. Zorganizował nowo powstałą katedrę, nawiązał współpracę Międzynarodowych Targów Poznańskich z gospodarką morską i udział Wielkopolan w rozwoju życia gospodarczego Wybrzeża, czym seminaria Kasprowicza cieszyły się dużym zainteresowaniem. Już profesor Kasprowicz, w końcu 1945 r. rozpoczął również w powołanej w Szczecinie filii poznańskiej AH prowadzenie wykładów dla tamtejszych studentów. Zaczęła się więc dla niego stała wędrówka w trójkącie Poznań (z odskocznią do Gniezna) – Szczecin – Gdańsk, gdyż od października 1945 r. rozpoczęła działalność uczelnia, która 17 sierpnia 1946 r. rozporządzeniem ówczesnego ministra oświaty została powołana o nazwie Wyższa Szkoła Handlowa w Gdyni. W 1947 r. jej siedziba została przeniesiona do Sopotu, a uchwałą Rady Ministrów z 3 maja 1952 r. uznana za uczelnię państwową i przemianowana na Wyższą Szkołę Ekonomiczną. W latach 1962–1965 prof. Kasprowicz pełnił funkcję rektora sopockiej uczelni. W 1963 r. uzyskał tytuł profesora zwyczajnego. Prezentował swoje tezy w wyższych uczelniach w Rotterdamie, Antwerpii, Kolonii, Hamburgu, Rostocku, Bremie i Dreźnie.

Był inicjatorem oddziału morskiego Polskiego Towarzystwa Ekonomicznego. Pełnił funkcję przewodniczącego| Rady Naukowej Ośrodka Badań Ekonomiki Transportu w Warszawie. Był członkiem Rady Naukowo-Ekonomicznej Wojewódzkiej Rady Narodowej w Gdańsku. W latach 1957–1962 był prezesem Rady Oddziału Polskiej Izby Handlu Zagranicznego w Gdyni oraz członkiem Rady PIHZ w Warszawie, Rady Naukowej przy ministrze żeglugi, Rady Techniczno-Ekonomicznej przy ministrze komunikacji, Rady Naukowej Instytutu Transportu Samochodowego, wiceprzewodniczącym Rady Naukowej Instytutu Morskiego. 28 marca 1958 r. uczestniczył w zebraniu „ojców założycieli” Towarzystwa Przyjaciół Muzeum Morskiego, którego celem było powołanie do istnienia Muzeum Morskiego w Gdańsku. W roku 1977 został uhonorowany Nagrodą Prezydenta Miasta Gdyni za działalność w Polskim Towarzystwie Nautologicznym.

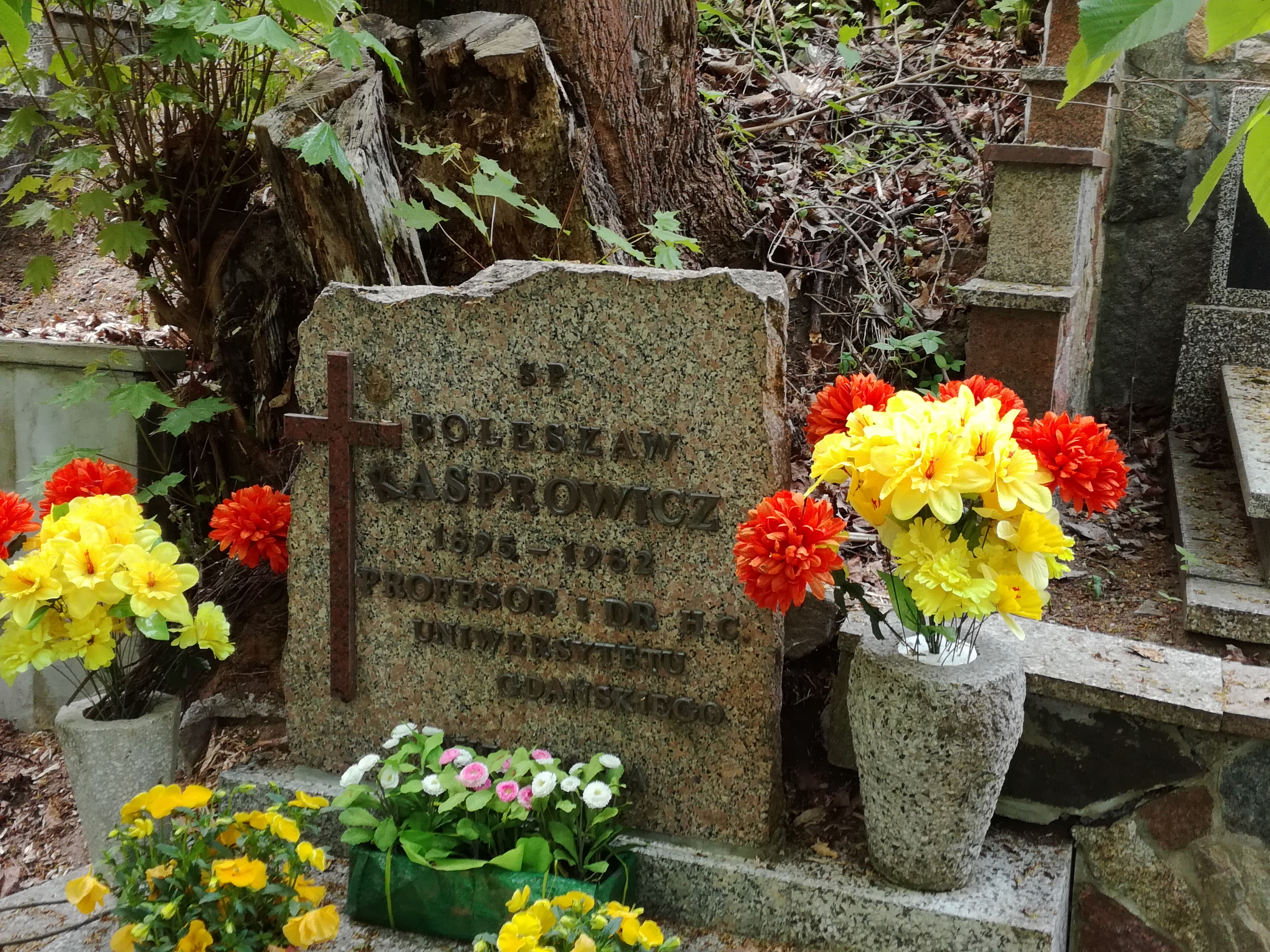
Grób Bolesława Kasprowicza na cmentarzu katolickim w Sopocie

Był członkiem rady naukowej Ośrodka Badań Naukowych im. Wojciecha Kętrzyńskiego w Olsztynie.
Wyróżniony przez dwie uczelnie wyższe tytułem doktora honoris causa: przez Uniwersytet Gdański (30 października 1975) oraz Uniwersytet w Rostocku. Po przejściu na emeryturę Profesor utrzymywał stały kontakt z Uniwersytetem Gdańskim, prowadząc wykłady i seminaria, udzielał też konsultacji magistrantom i doktorantom.
Pochowany 13 grudnia 1982 r. na cmentarzu katolickim w Sopocie (kwatera C2-2-21).

## Wybrane publikacje Bolesława Piotra Kasprowicza
Autor publikował w latach 1917–1981.
W książce Polska Morska prof. Bolesława Kasprowicza - pasja, praca i umiłowanie, praca zbiorowa pod red. Romana Kolickiego, wyd. Towarzystwo Przyjaciół Narodowego Muzeum Morskiego, Gdańsk 2015, wyszczególniono jego prace (s. 276–286).
- Tytuł pracy doktorskiej - maj 1922 r. „Przemysł spirytusowy b. dzielnicy pruskiej w okresie etatyzmu”
- Polityka opłat portowych w porcie gdyńskim - Biuletyn Informacyjny Izby Przemysłowo-Handlowej w Gdyni nr 26/1932
- Potrzeby Gdyni i zaplecza - Wiadomości Portu Gdyńskiego nr 10/1932
- Nowe podstawy prawne pobierania opłat portowych w Gdyni - Biuletyn Informacyjny Izby Przemysłowo-Handlowej w Gdyni nr 16/1934
- O właściwy kontakt Gdyni ze światem - Biuletyn Informacyjny Izby Przemysłowo-Handlowej w Gdyni nr 6/1934
- Handel zagraniczny Rzeczypospolitej Polskiej drogą morską - XV lat polskiej pracy na morzu, Gdynia, s. 109–132/1935
- Ekonomika i planowanie portów morskich, PWN 1952
- Ceny za usługi portu morskiego, PWN 1959
- Byłem juniorem, Wydawnictwo Morskie 1965
- Jubileusz Eugeniusza Kwiatkowskiego, Życie Literackie nr 1, s. 4/1969
- [Re.] J.Rummel, Narodziny żeglugi - Wydawnictwo Morskie, Nautologia nr 1/1981

## Ordery i odznaczenia
- Order Sztandaru Pracy I klasy (1979)[12]
- Złoty Krzyż Zasługi (28 września 1954)[13]
- Srebrny Krzyż Zasługi (10 listopada 1933)[14]
- Wielkopolski Krzyż Powstańczy (22 maja 1972)[15]